# Symmorphus cristatus
Symmorphus cristatus  (лат.) — вид одиночных ос из семейства Vespidae.

## Распространение
Встречаются в Северной Америке: Канада, США.

## Описание
Длина переднего крыла самок 5,5—9,0 мм, а у самцов — 5,0—7,0 мм. Окраска тела в основном чёрная с жёлтыми отметинами. Гнёзда строят в готовых полостях (полых стеблях растений, в древесине). Для кормления своих личинок добывают в качестве провизии свободноживущих личинок жуков-листоедов подсемейства Chrysomelinae.